# 11092 Iwakisan
11092 Iwakisan eller 1994 ED är en asteroid i huvudbältet som upptäcktes den 4 mars 1994 av den japanska astronomen Takao Kobayashi vid Ōizumi-observatoriet. Den är uppkallad efter den japanska vulkanen Iwaki.